# Chinasi ciclina dipendente
Le chinasi ciclina-dipendenti (in inglese cyclin-dependent kinase, CDK) sono una classe di protein-chinasi che regolano il ciclo cellulare modificando la struttura di altre proteine, aggiungendo fosfati. 
L'attività di queste chinasi aumenta e diminuisce a mano a mano che la cellula progredisce attraverso il ciclo cellulare, portando cambiamenti ciclici nella fosforilazione di proteine intracellulari che iniziano o regolano gli eventi principali del ciclo cellulare. Il complesso chinasi dipendente da ciclina rimane strutturalmente invariato mentre il complesso della ciclina varia a seconda delle fasi.
L'attività della Cdk può essere soppressa sia da fosforilazione che da proteine inibitrici come ad esempio la protein chinasi Wee1.

## Meccanismo d'azione
Il meccanismo principale che regola il ciclo è una modificazione post-traduzionale quale la fosforilazione dei residui di serina e treonina (aggiunta di gruppo fosfato prelevato dall'ATP) a particolari proteine cellulari.
Sembra sorprendente che una modificazione post-traduzionale di alcune proteine sia responsabile dei cambiamenti radicali nell'organizzazione della cellula osservabili durante la mitosi.
Il gruppo fosfato è relativamente grande, carico negativamente e quindi molto idrofilo, perciò, se aggiunto al gruppo –OH della serina o della treonina modifica radicalmente la distribuzione spaziale degli aminoacidi adiacenti provocando un cambiamento locale della struttura della proteina che può indurre delle profonde variazioni
nella sua funzione.

## Esempi
La CDK1, per esempio, è associata al disassemblamento e riassemblamento del nucleo cellulare: quando la ciclina raggiunge un sufficiente livello la proteina si attiva, e comincia a fosforilare i filamenti intermedi che formano le lamine nucleari. Questi, in seguito all'aggiunta di gruppi fosfato, cambiano lievemente conformazione, al punto di dissociarsi, e il nucleo si disassembla. Fintanto che la CDK1 è presente ed è attivata dalla presenza di Ciclina, i filamenti rimarranno disassemblati.
Fondamentale durante l'Interfase Cellulare, quando le diverse tipologie di CDK si associano ad altrettante diverse cicline:
G1: CDK4 e 6 associate con Cicline di tipo D; G1 → S: CDK2 associata a Ciclina di tipo E
S: CDK2 associata a Ciclina di tipo A
M: CDK1 associata a Ciclina di tipo B